# ژان-ماری شارل آبریال
ژان-ماری شارل آبریال (زاده ۱۷ دسامبر ۱۸۷۹ - درگذشته ۱۹ دسامبر ۱۹۶۲) دریاسالار و وزیر نیروی دریایی فرانسه بود. او در هر دو جنگ جهانی شرکت کرد و بیشتر به خاطر اقداماتش در دانکرک در سال ۱۹۴۰ شناخته می‌شود.

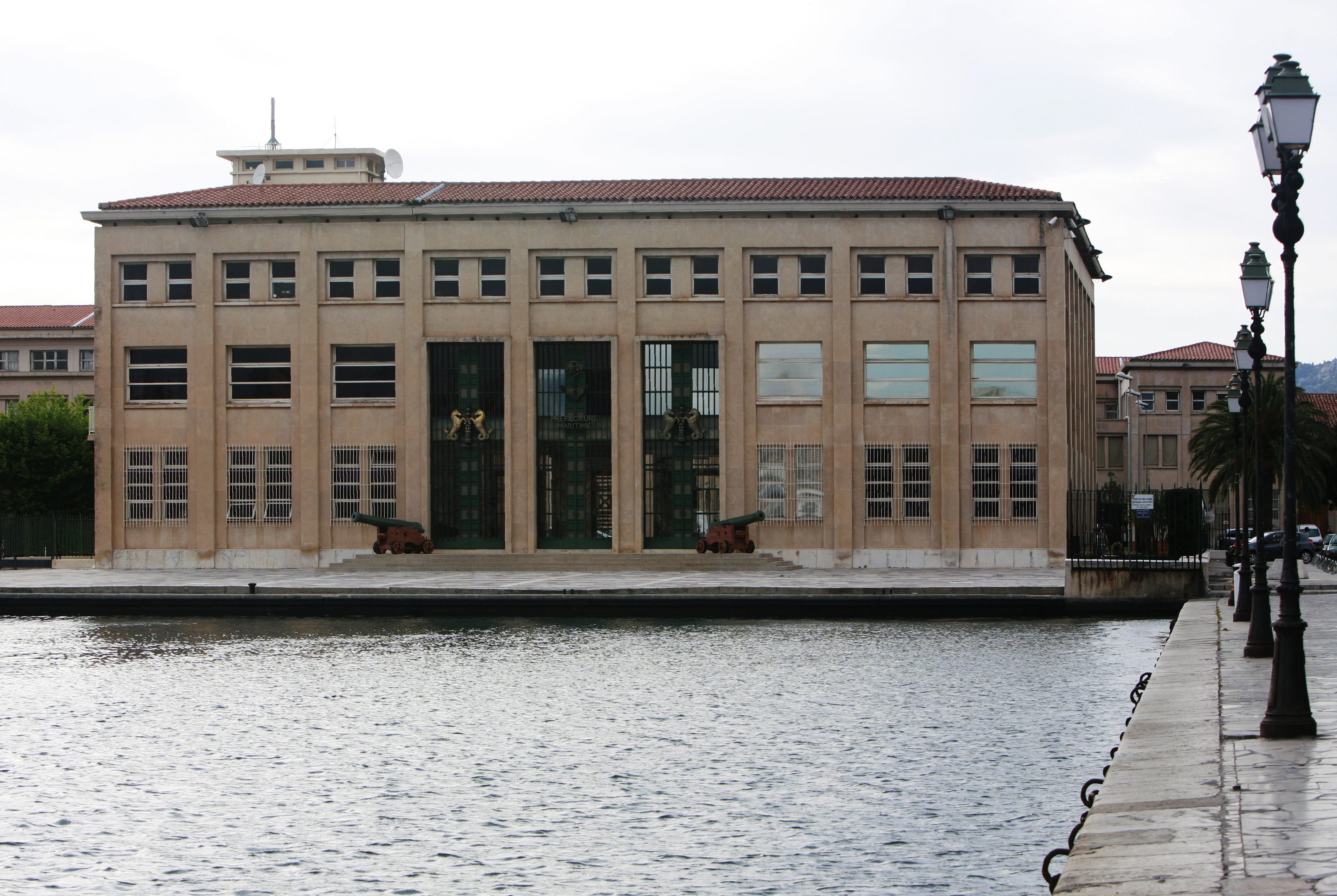
استان دریایی تولون

## سال‌های اول
آبریال کار خود را در سال ۱۸۹۶ در اکول ناوال، آکادمی نیروی دریایی فرانسه آغاز کرد و اولین پست خود را به عنوان آرزومند (میان کشتی) در سال ۱۸۹۸ به عهده گرفت. در طول جنگ جهانی اول، آبریال تا سال ۱۹۱۷ فرماندهی یک قایق گشتی در دریای آزاد را برعهده داشت، زمانی که به بخش ضد زیردریایی وزارت نیروی دریایی پیوست. در سال ۱۹۲۰ به فرماندهی فرمانده ناوشکن (کاپیتان ناوچه) ارتقا یافت و ابتدا فرماندهی ناوشکن کوماندان بوری و در نهایت ناوگان کامل ناوشکن مستقر در دریای مدیترانه را بر عهده داشت.

## تبلیغات
پس از تکمیل مطالعات در مدرسه ناوال در نزدیکی بندر آتلانتیک-سواحل برست ، او در سال ۱۹۲۵ به کاپیتان دو واسو (ناخدا) ارتقا یافت، فرماندهی رزمناو سنگین تورویل در ۱۹۲۷-۱۹۲۹  و به عنوان افسر فرمانده خدمت کرد. اسکادران اول در تولون در سال ۱۹۳۰ به سمت دریابان و در سال ۱۹۳۶ به سمت معاون دریاسالار ارتقا یافت و پس از آن به مدت سه سال فرماندهی اسکادران مدیترانه را برعهده داشت. در سال ۱۹۳۹ او به حفاظت از تجارت خارج از کشور فرانسه و همچنین سواحل شمالی فرانسه متهم شد و سال بعد ژنرال ماکسیم ویگان او را به عنوان فرمانده کل نیروهای دریایی شمال منصوب کرد.

## جنگ جهانی دوم
آبریال در جریان تخلیه دانکرک در سال ۱۹۴۰ با نیروهای انگلیسی همکاری کرد، حتی اگر قبل از عملیات از آن مطلع نشده بود. این عملیات در ۲۶ می با درخواست چندین قایق خصوصی در تلاش برای سازماندهی کمک از نیروی دریایی فرانسه آغاز شد. در ۲۹ مه تخلیه آغاز شد. آبریال یکی از آخرین افرادی بود که تخلیه شد. پس از تخلیه، آبریال در شربور مستقر شد - جایی که به عنوان افسر ارشد، مجبور شد بندر را در ۱۹ ژوئن به آلمانی‌ها تسلیم کند. از ژوئیه ۱۹۴۰ تا ژوئیه ۱۹۴۱، او به عنوان فرماندار کل الجزایر به رژیم ویشی فیلیپ پتن خدمت کرد. رئیس جمهور رژیم ویشی ، پیر لاوال، او را به عنوان وزیر نیروی دریایی و فرمانده نیروهای دریایی منصوب کرد، سمتی که از ۲۹ نوامبر ۱۹۴۲ تا ۲۵ مارس ۱۹۴۳ در اختیار داشت.

## همکاری
در سقوط رژیم ویشی، آبریال دستگیر و متهم به همدستی با نیروهای محور شد، که به خاطر آن مستمری خود را از دست داد. پس از اینکه دولت موقت جمهوری فرانسه دادگاه عالی را دوباره تأسیس کرد، آن دادگاه او را به دلیل همکاری نازی‌ها محکوم و به ده سال کار اجباری محکوم کرد. اما در دسامبر ۱۹۴۷ به طور موقت آزاد شد و در سال ۱۹۵۴ از عفو عمومی برخوردار شد.

## فرهنگ عامه
در سال ۲۰۰۴ در مینی‌سریال بی‌بی‌سی با نام دانکرک، نقش آبریال توسط بازیگر فرانسوی آندره اومانسکی ایفا شد.